# 萬壽臺大紀念碑

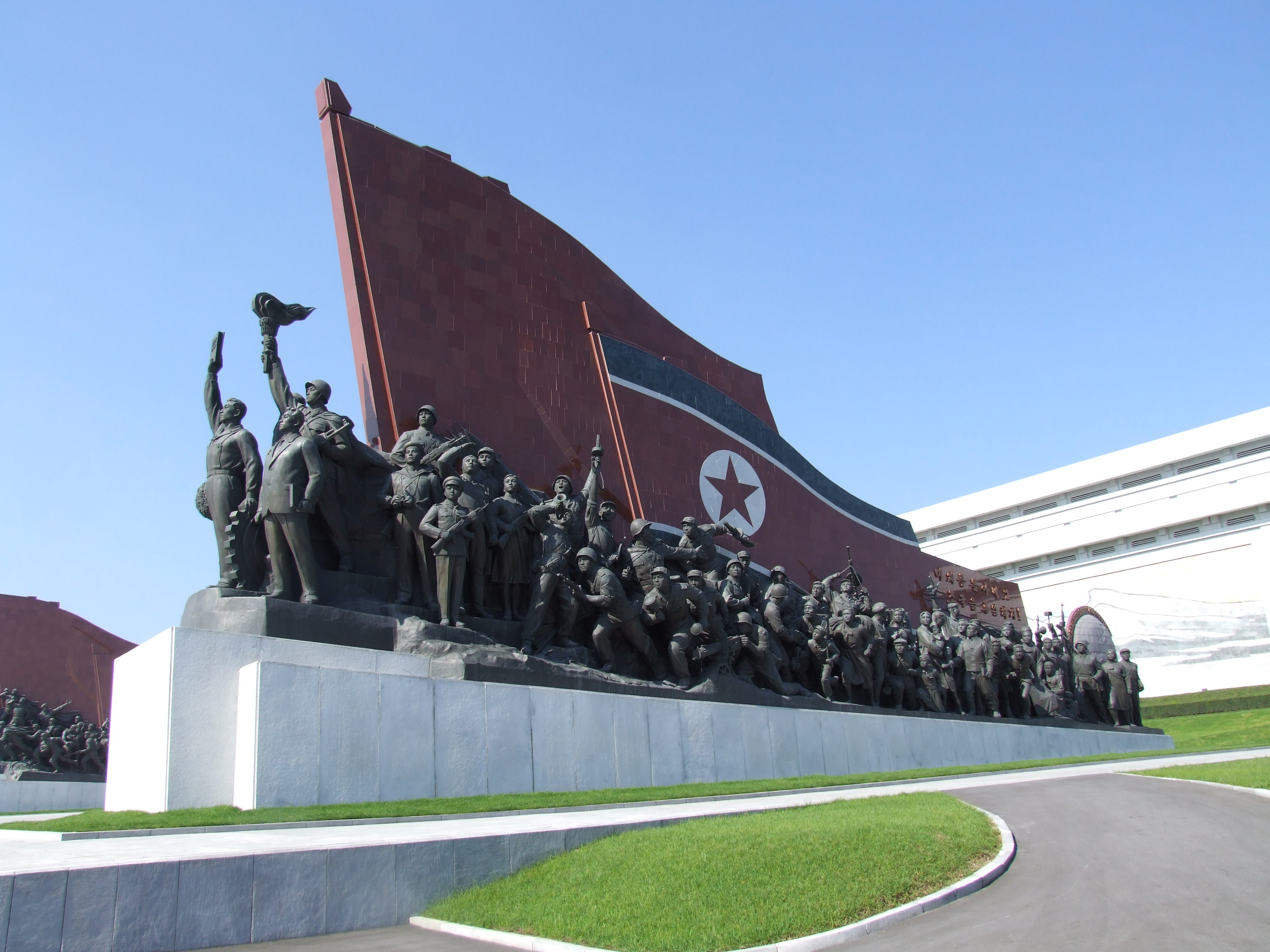
萬壽臺大紀念碑廣場浮雕

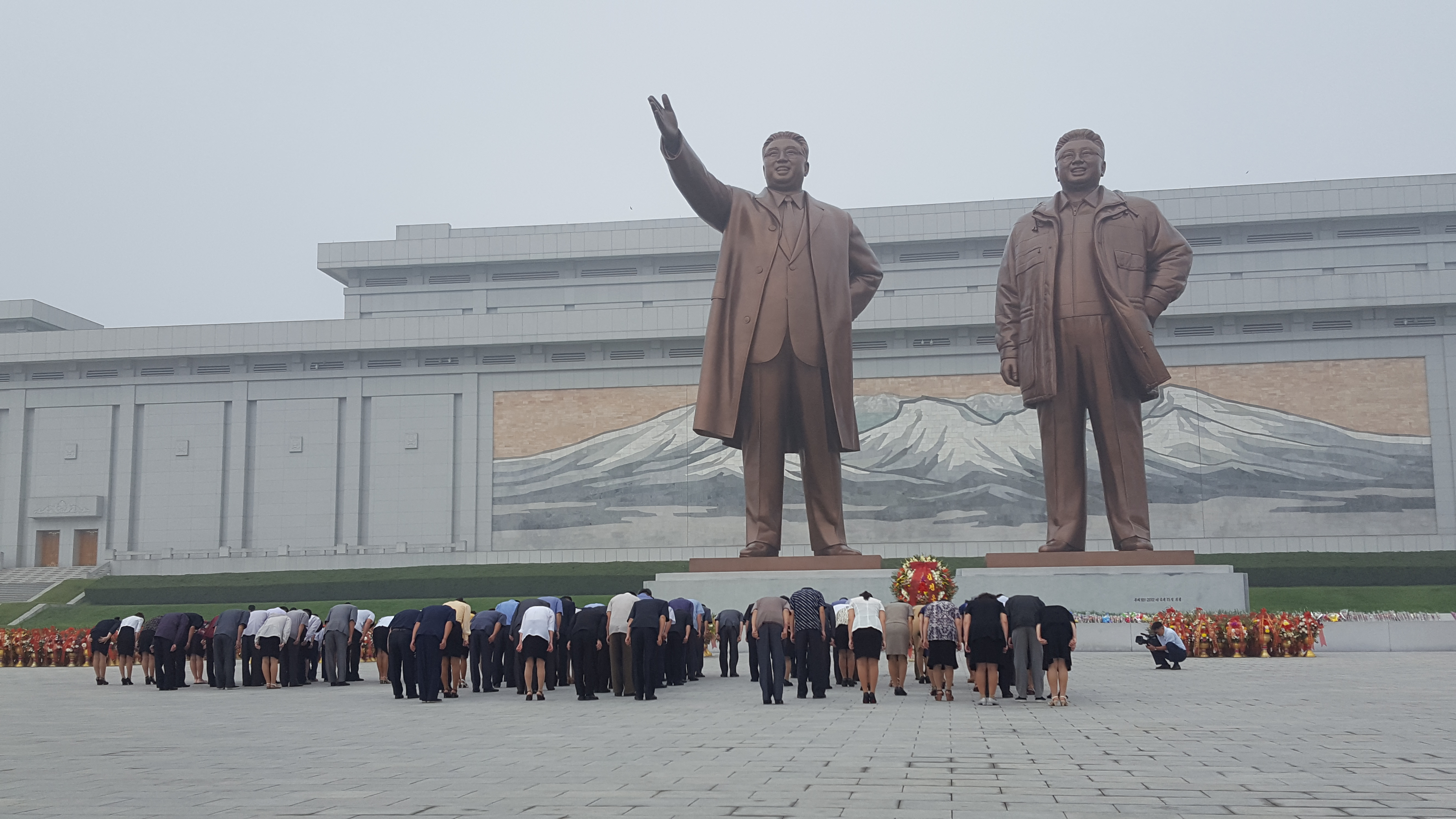
民眾於2017年的人民政權創建日向金日成和金正日父子銅像致敬。

萬壽臺大紀念碑廣場（朝鲜语：／）是位於朝鮮民主主義人民共和國平壤直轄市大同江畔萬壽臺的紀念性建築。1972年4月為慶祝金日成60歲誕辰，由萬壽臺創作社創製，並於2012年改建。居中的是金日成、金正日銅像，高20米。兩側雕塑所繪內容是紅旗指引下的巨大浮雕，寓意朝鮮人民在朝鮮勞動黨領導下艱苦卓絕的革命鬥爭歷史。

## 附屬設施與維護
根據每日北韓的報道，在萬壽台的金日成與金正日銅像下，設有非常時期將銅像轉移至地下的自動升降設備。並且，金氏父子銅像與地下轉移設備也會定期進行維護保養工作，對於金氏父子銅像，是爲維護避雷針、清除落在銅像上的異物、修補鏽蝕、銅像的鍍金、打蠟與塗膜等工作；而對於地下轉移設備，則會進行替換與檢修。同時，爲保證萬壽台大紀念碑的肅穆氛圍，亦會檢修音響以確保不間斷播放音樂。在金氏父子銅像進行地下轉移設備的檢修時，北韓爲防止他國衛星進行間諜探測行動，還會加裝有色幕布進行遮蓋。